# Paspalum hatschbachii
Paspalum hatschbachii là một loài thực vật có hoa trong họ Hòa thảo. Loài này được Zuloaga & Morrone mô tả khoa học đầu tiên năm 2000.